# Isla Voël
Isla Voël (en Afrikáans: Voëleiland, en inglés: Voël Island) que literalmente significa «Isla de los Pájaros» o «Isla de Aves» es el nombre de una isla deshabitada en la Bahía de Lambert en el Océano Atlántico, Provincia Occidental del Cabo, al oeste de Sudáfrica. Es un lugar popular para muchos turistas que la visitan. La isla es un lugar de cría de aves y posee guano. su territorio alcanza las 19 hectáreas de superficie (equivalentes a  0,19 km²), se ubica en las coordenadas geográficas siguientes 32°53′00″S 17°52′00″E / -32.88333, 17.86667